# Arkimedes Arguelyes

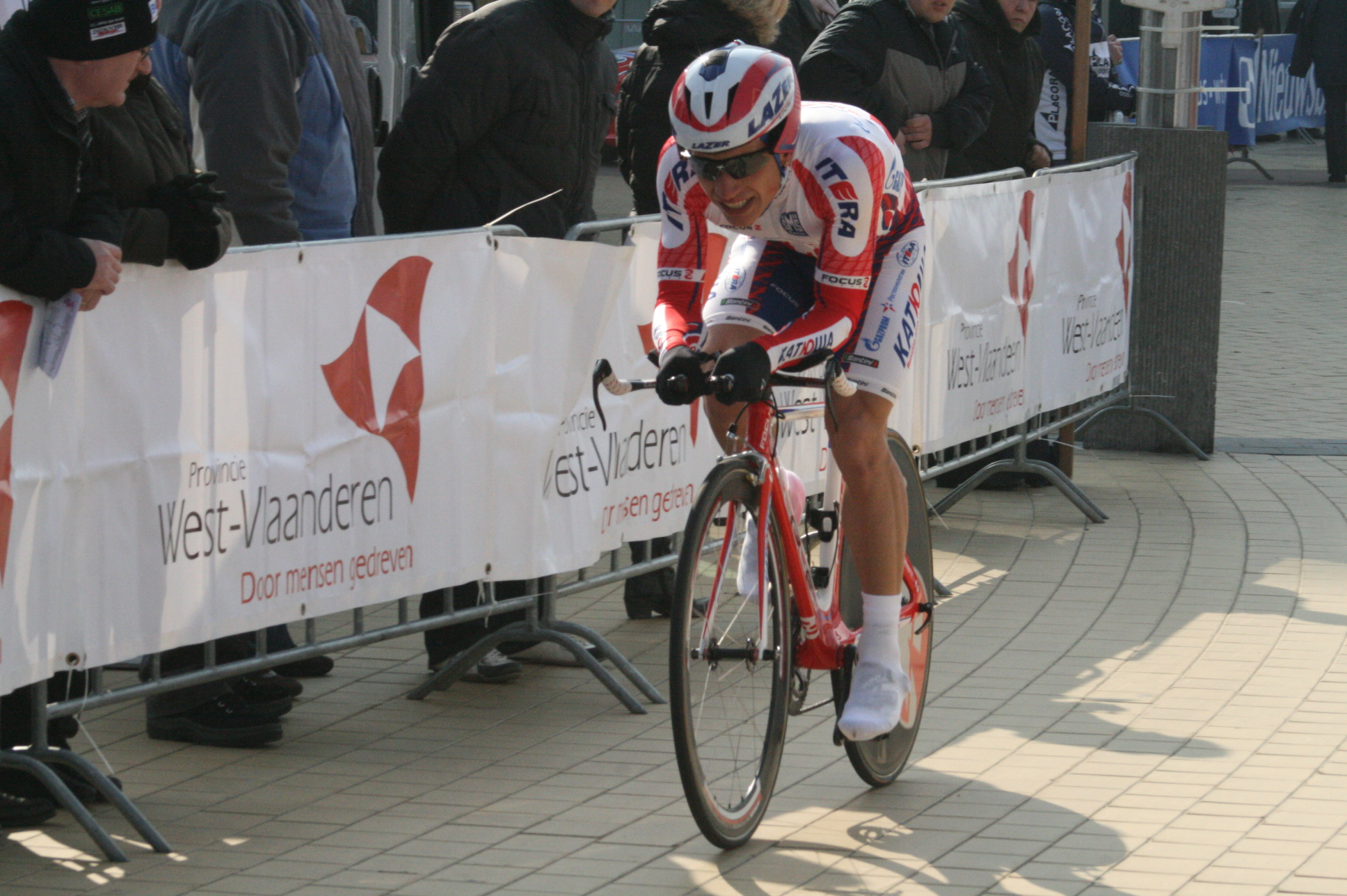
Arkimedes Arguelyes bei den Driedaagse van West-Vlaanderen

Arkimedes Arguelyes Rodrigues (russisch Аркимедес Аргуэльес; * 9. Juli 1988 in Leningrad, Russische SFSR) ist ein ehemaliger russischer Radrennfahrer.

## Sportlicher Werdegang
Arkimedes Arguelyes gewann 2009 eine Etappe bei der Volta as Comarcas de Lugo und zwei Teilstücke bei der Volta Ciclista Provincia Tarragona, wo er auch Gesamtzweiter war. Außerdem war er bei dem Eintagesrennen Volta del Llagostí erfolgreich und er gewann eine Etappe sowie die Gesamtwertung der Vuelta a Cantabria. Im Jahr 2010 fuhr Arguelyes für das russische Continental Team Itera-Katusha, dem Farmteam des Katusha Teams. In seinem ersten Jahr dort gewann er eine Etappe bei der Troféu Cidade da Guarda-Grande Prémio Portugal. 2011 wechselte er in das ProTeam Katusha, 2012 zum Professional Continental Team RusVelo und zur Saison 2013 zum Continental Team Lokosphinx. Weitere zählbare Erfolge gelangen ihm nicht.
Letztmalig wurde Arguelyes im Jahr 2014 in den Ergebnislisten der UCI geführt.

## Erfolge
2010
- eine Etappe Troféu Cidade da Guarda-Grande Prémio Portugal

## Teams
- 2010 Itera-Katusha
- 2011 Katusha Team
- 2012 RusVelo
- 2013–2014 Lokosphinx